# Hrabstwo Polk (Karolina Północna)
Hrabstwo Polk (ang. Polk County) – hrabstwo w stanie Karolina Północna w Stanach Zjednoczonych.

## Geografia
Według spisu z 2000 roku obszar całkowity hrabstwa obejmuje powierzchnię 239 mil2 (619,01 km²), z czego 238 mil2 (616,42 km²) stanowią lądy, a 1 milę2 (2,59 km²) stanowią wody. Według szacunków United States Census Bureau w roku 2012 miało 20 271 mieszkańców. Jego siedzibą administracyjną jest Columbus.

### Miasta
- Columbus
- Tryon